# Euproctis kanshireia
Euproctis kanshireia är en fjärilsart som beskrevs av Alfred Ernest Wileman 1910. Euproctis kanshireia ingår i släktet Euproctis och familjen tofsspinnare. Inga underarter finns listade i Catalogue of Life.